# BMW Isetta
La BMW Isetta était un tricycle à moteur construit par la Bayerische Motoren Werke de 1955 à 1962. Le constructeur a qualifié le véhicule, hybride de moto et voiture, de « motocoupé ».

## Contexte

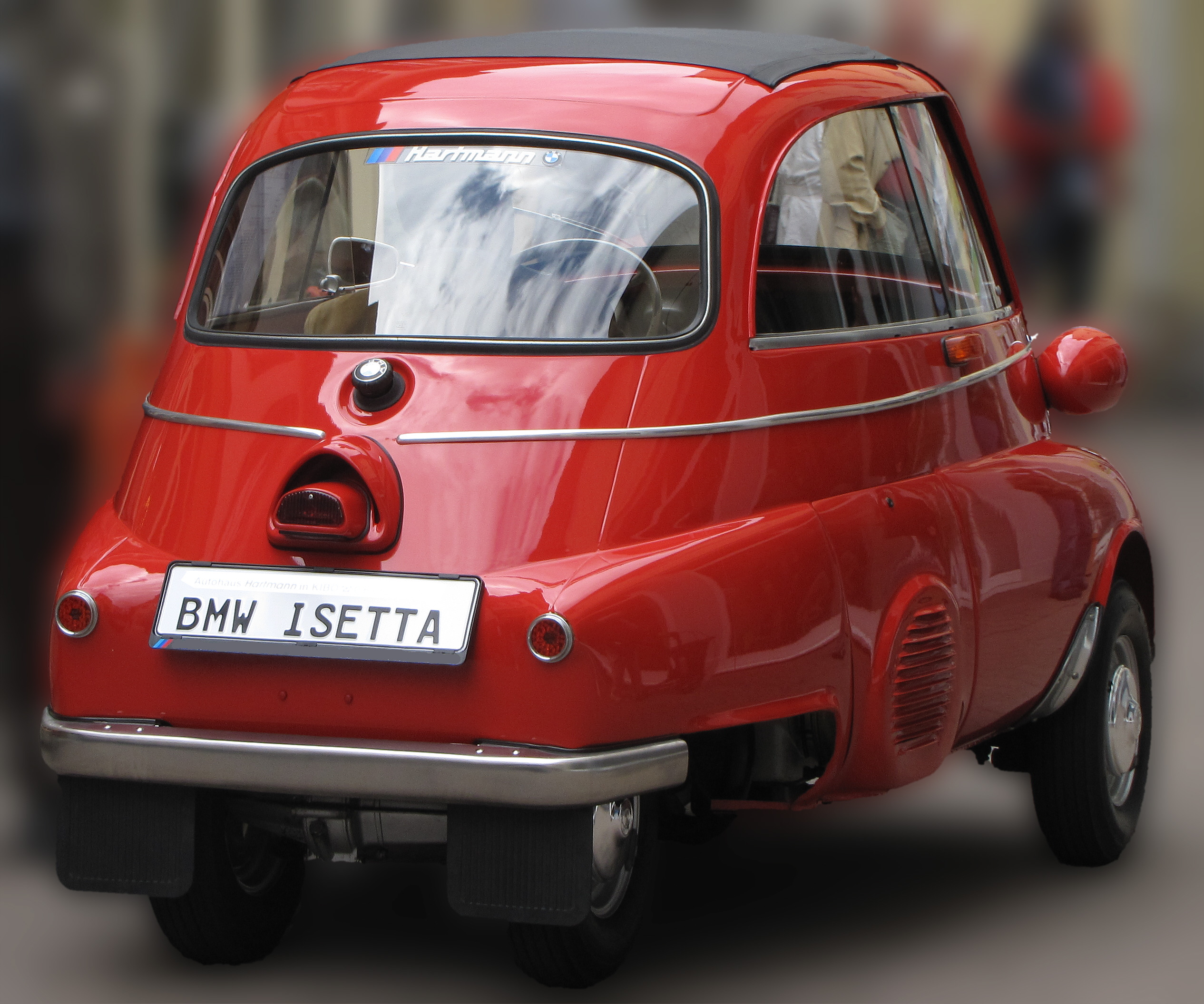
Vue arrière d'une BMW Isetta 250 (1957).

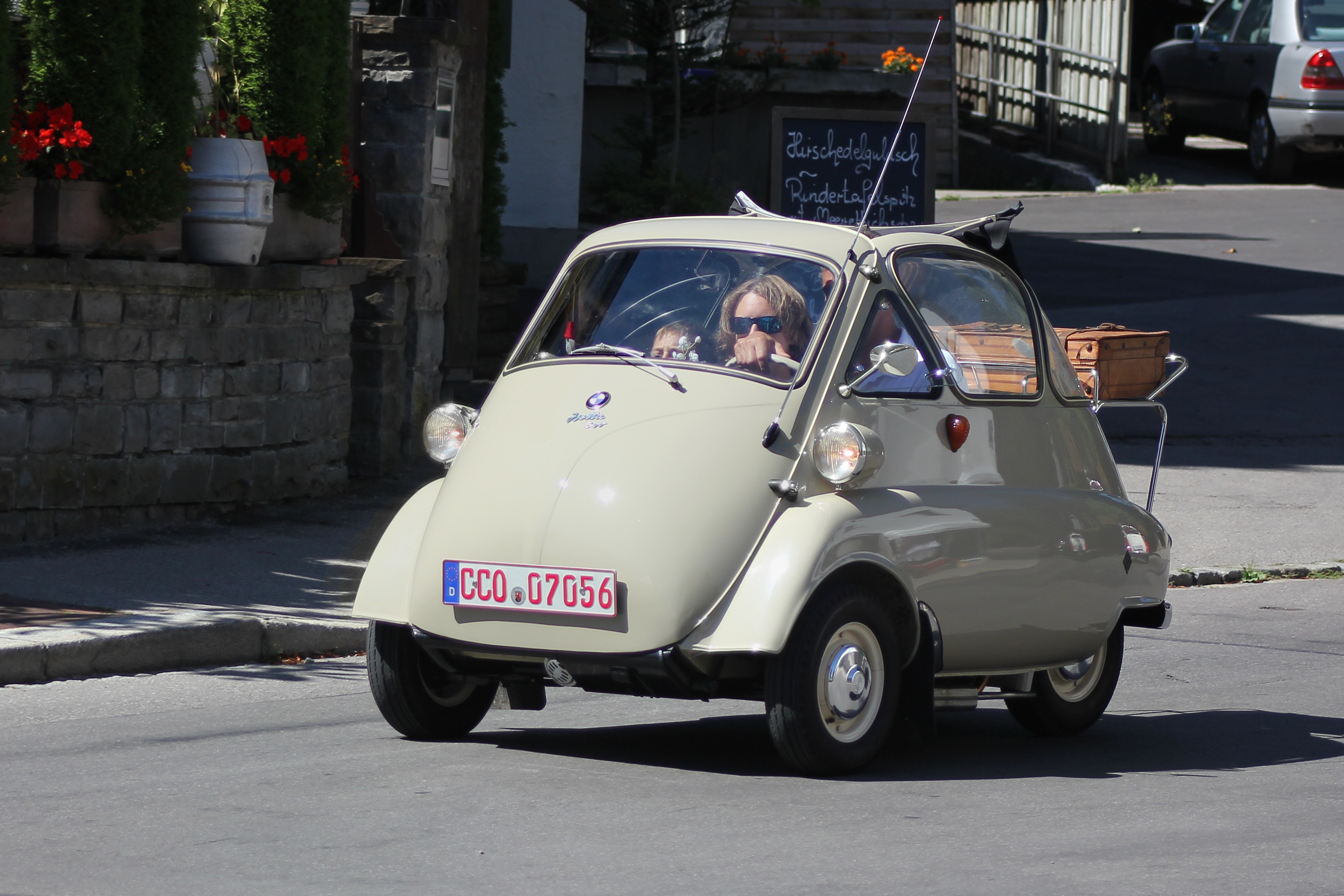
BMW Isetta (1956).

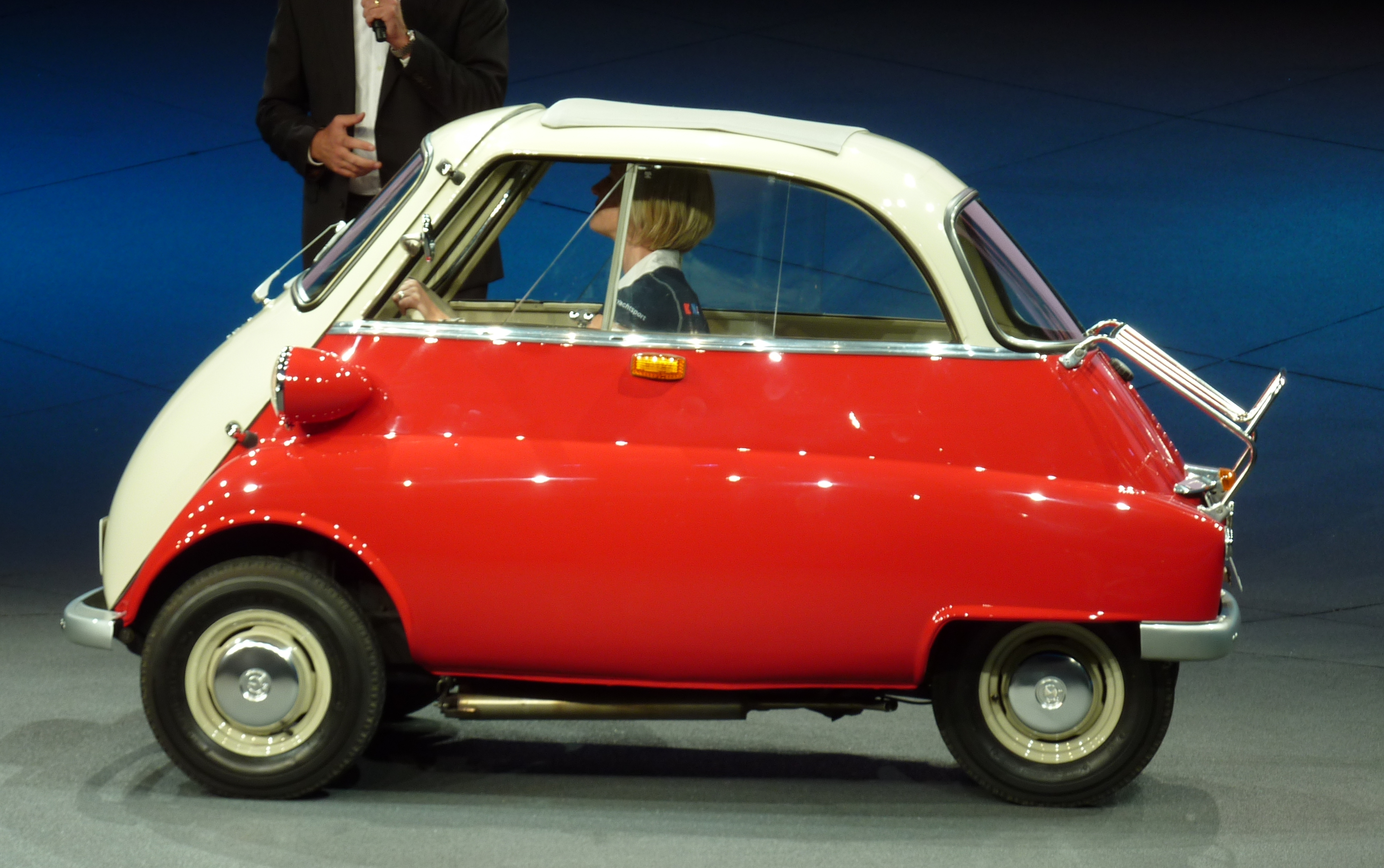
Modèle export de 1957.

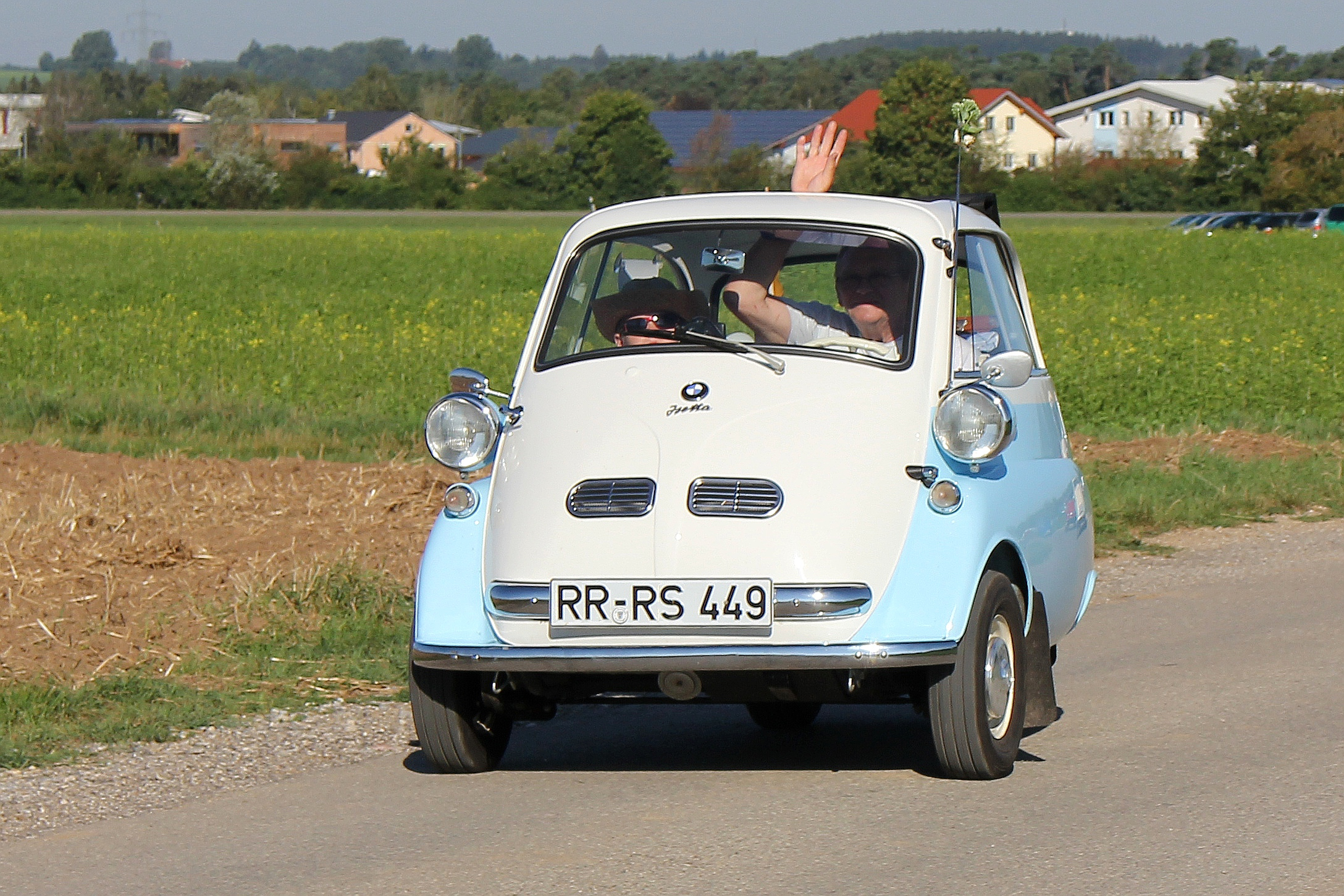
Modèle export de 1957 avec volets de ventilation.

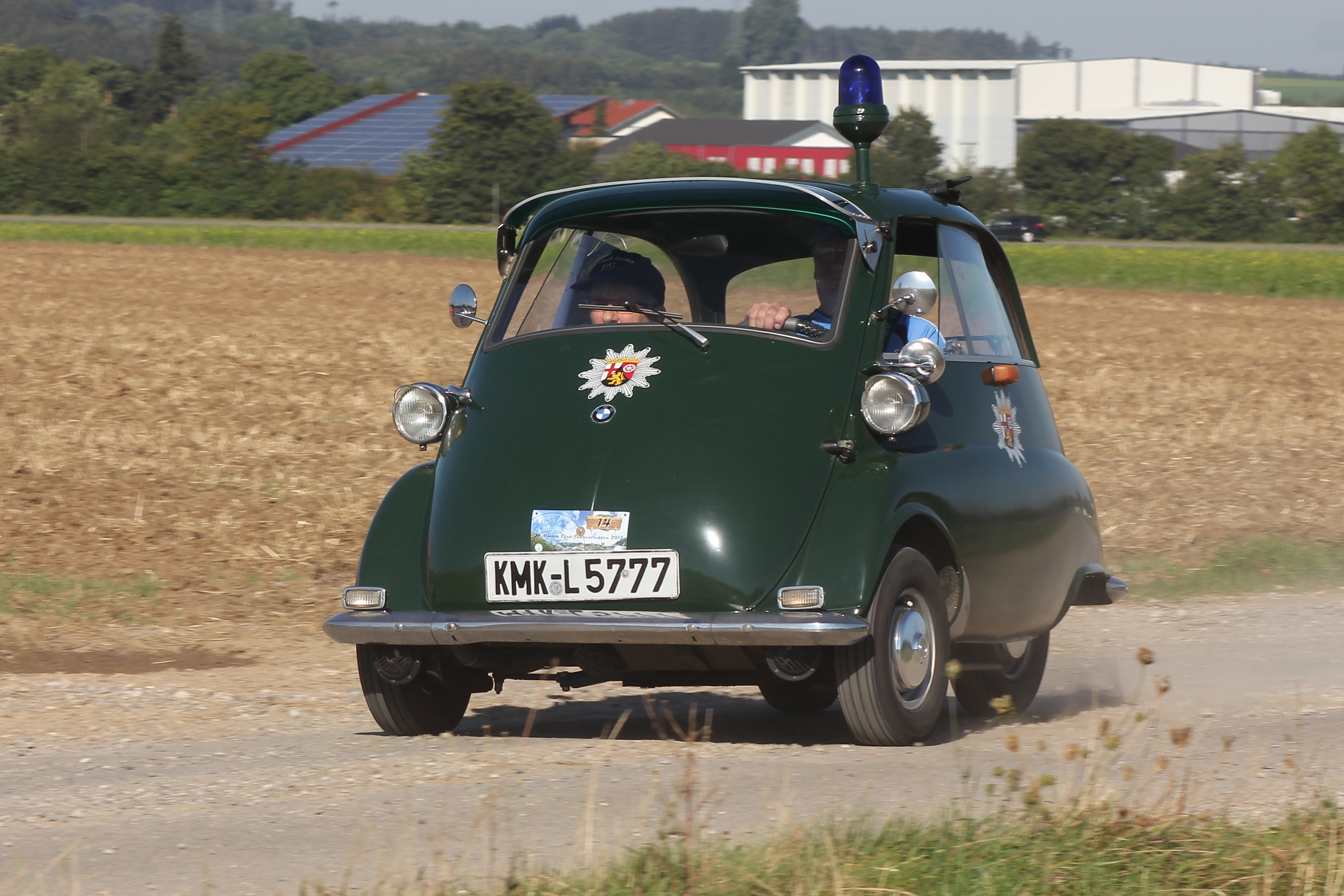
Isetta de la police, véhicule de service à Cologne à partir de 1957 et plus tard véhicule d’escorte pour le transport lourd à Bergisch Gladbach jusqu'en 1968.

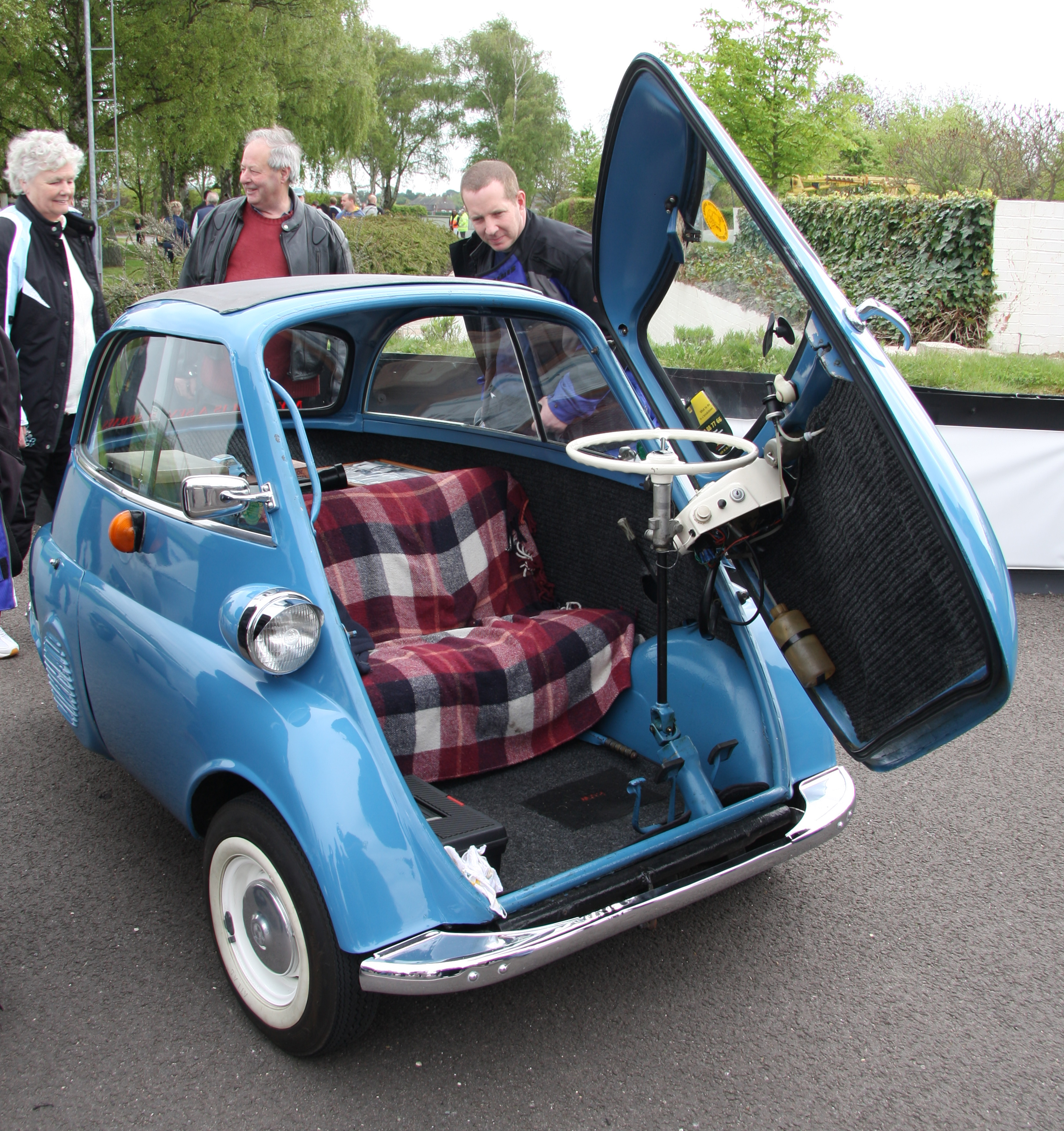
Intérieur d’une Isetta.

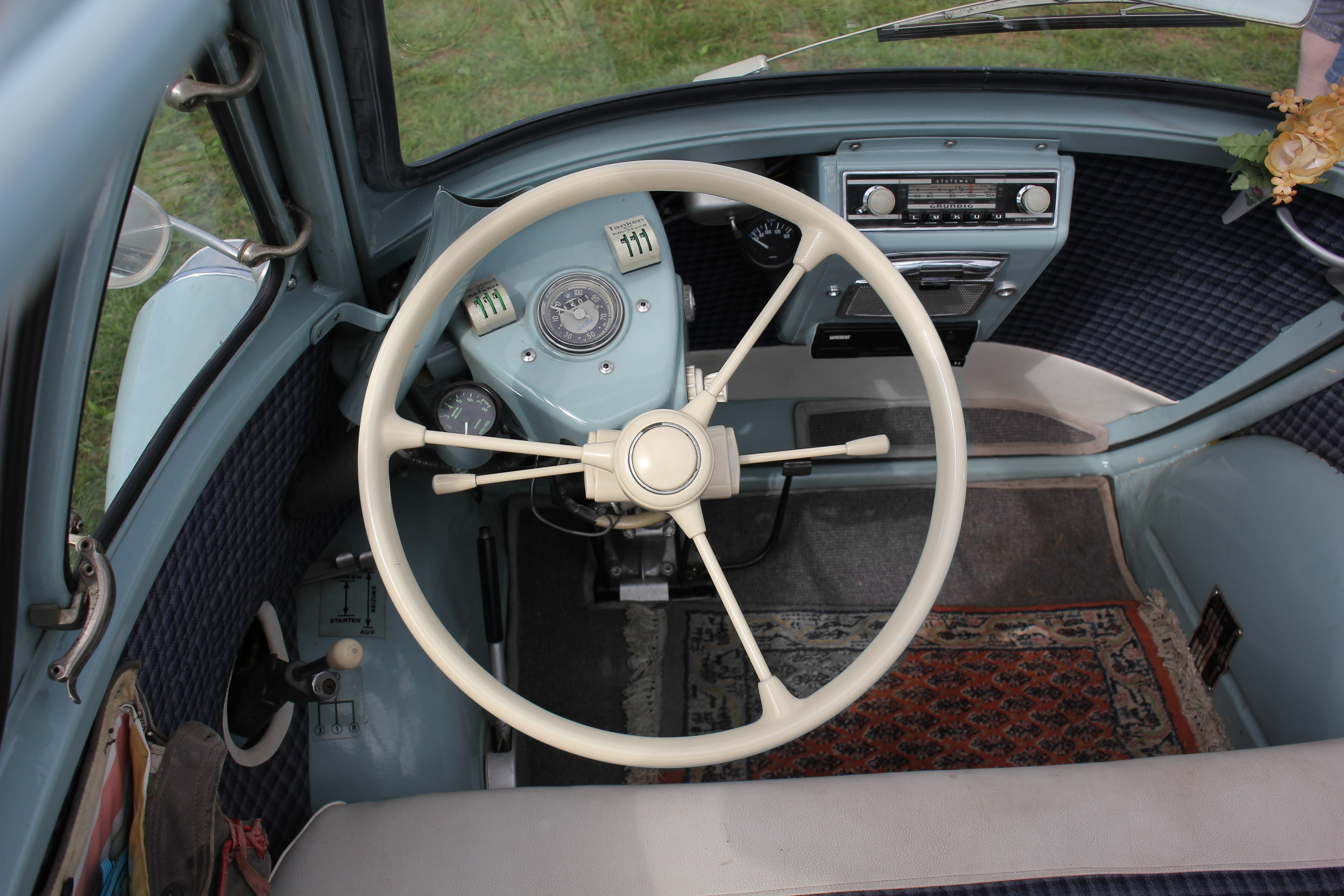
Cockpit d’une Isetta de 1955 avec des instruments supplémentaires et une radio modernisée.

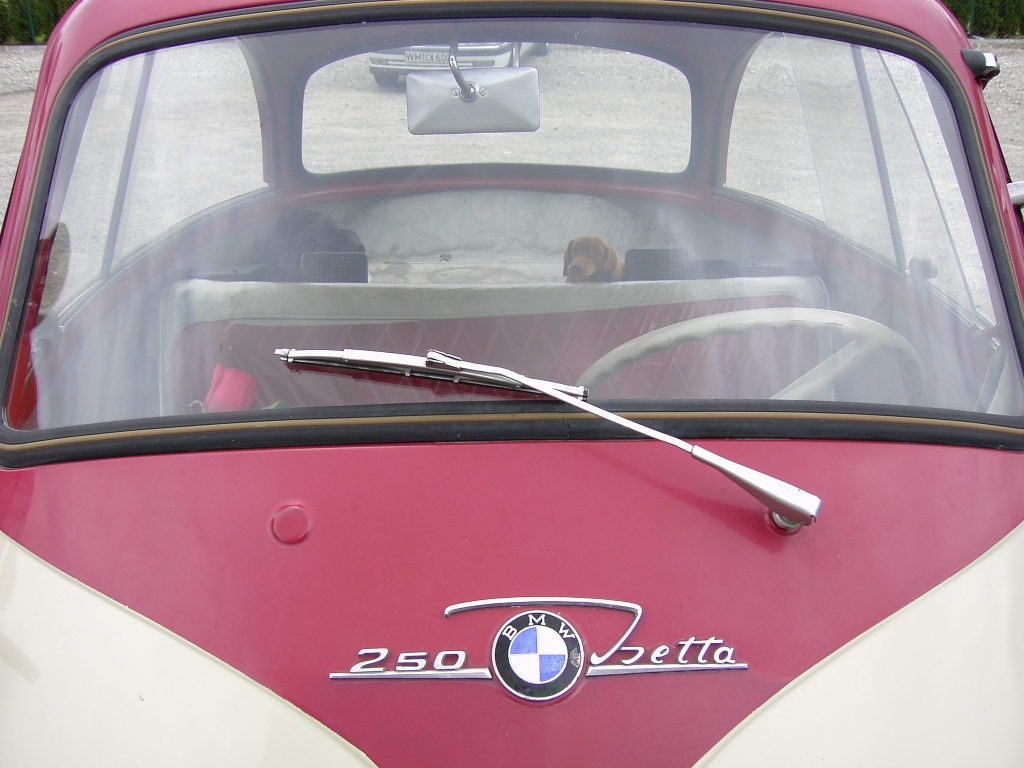
Lettrage Isetta de 1959.

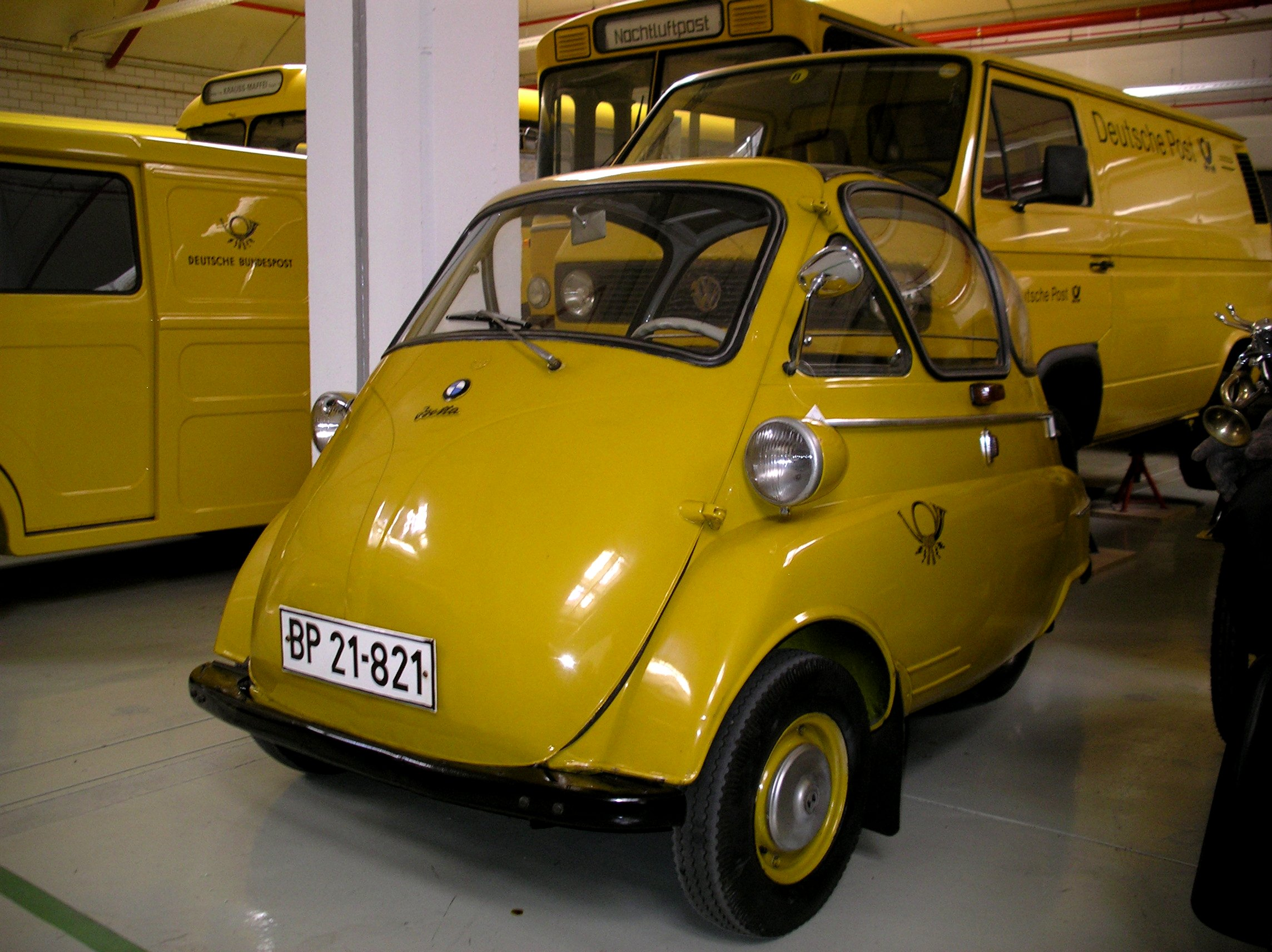
Modèle de la Deutsche Bundespost.

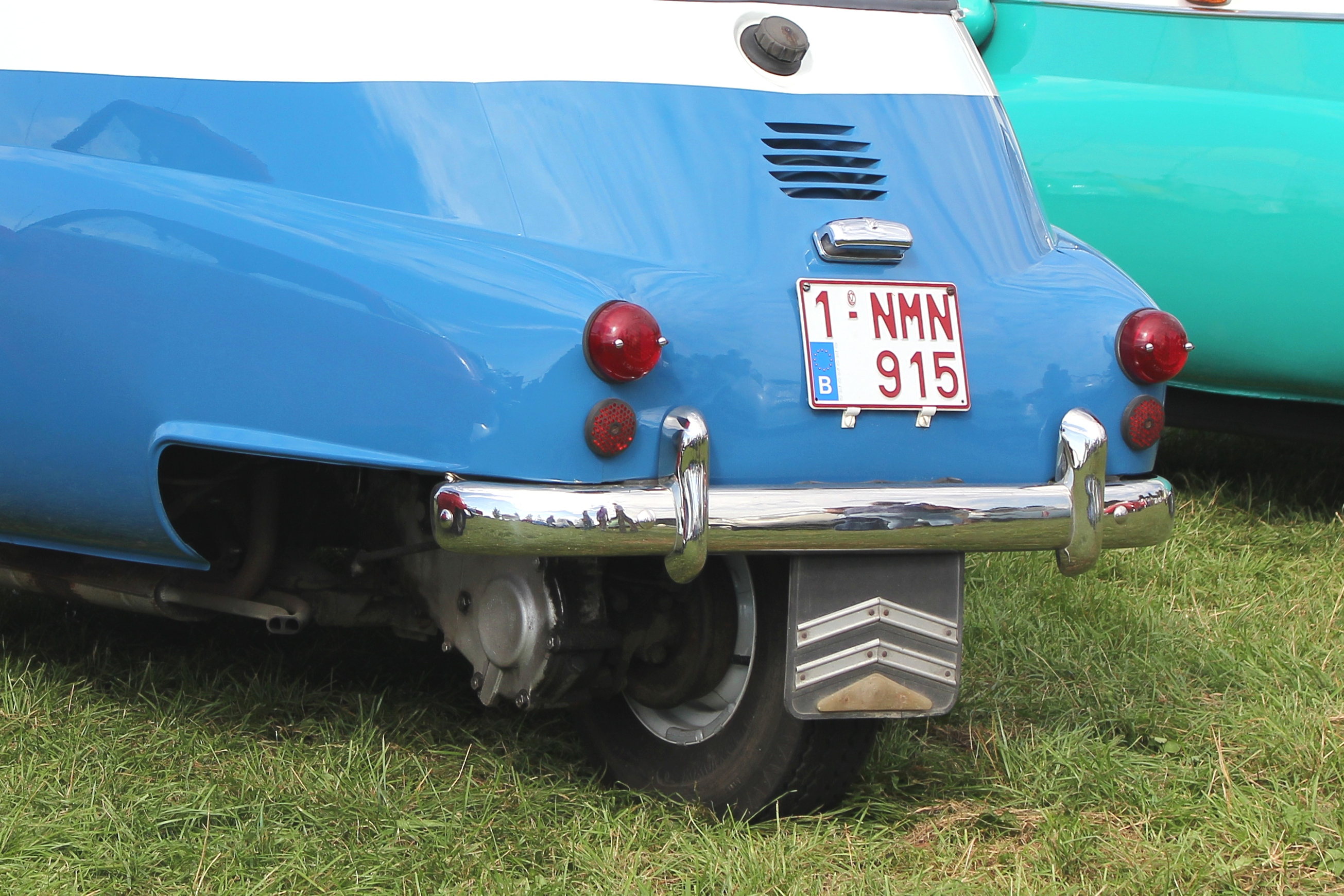
Vue arrière d’une Isetta.

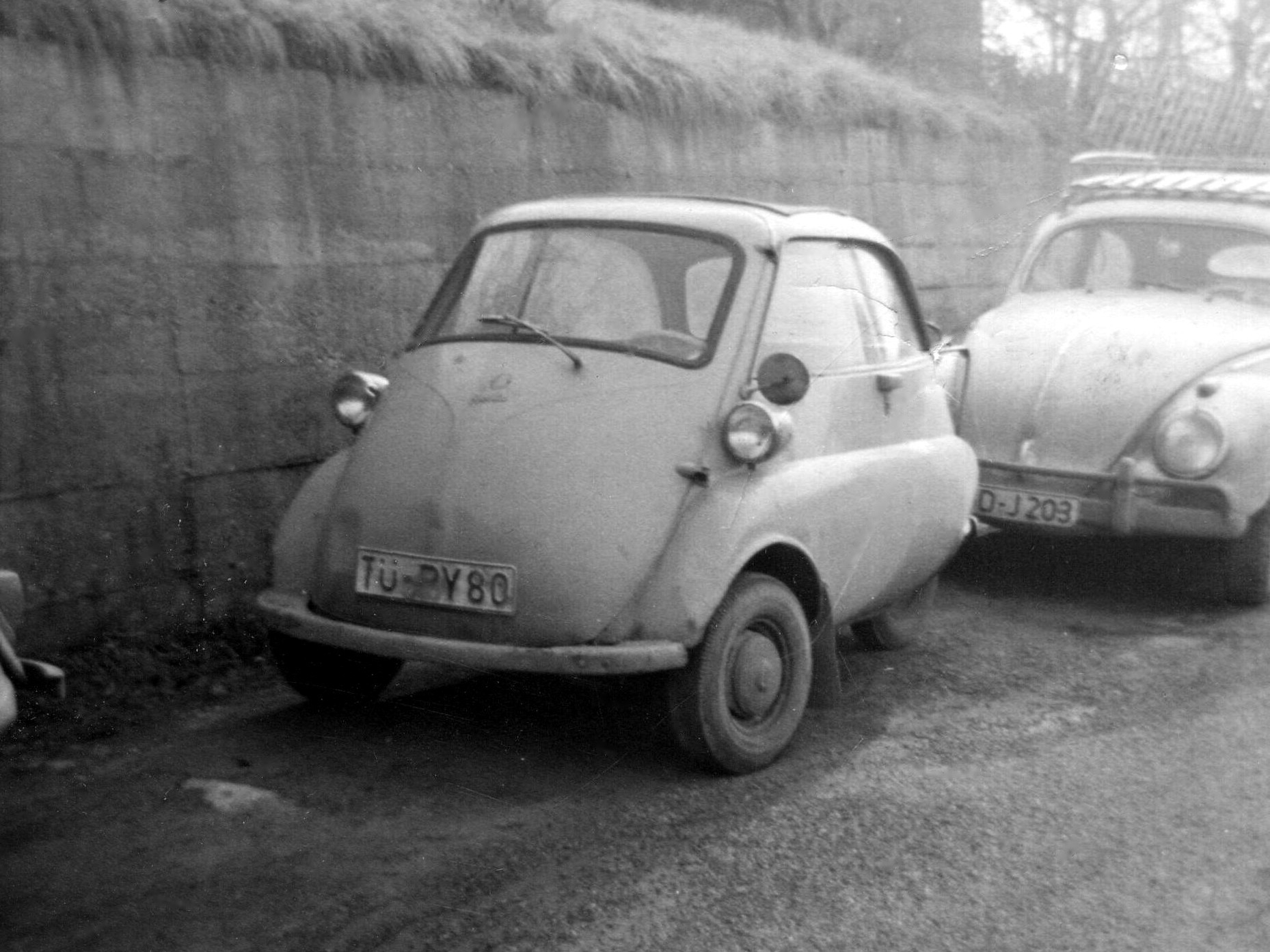
Isetta en utilisation quotidienne (photographiée en février 1972).

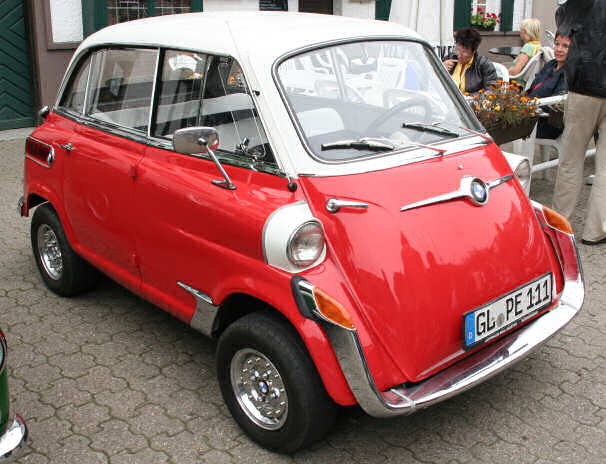
Une BMW 600, voiturette 4 places dite Große Isetta, en partie basée sur celle-ci, produite entre 1957 et 1959.

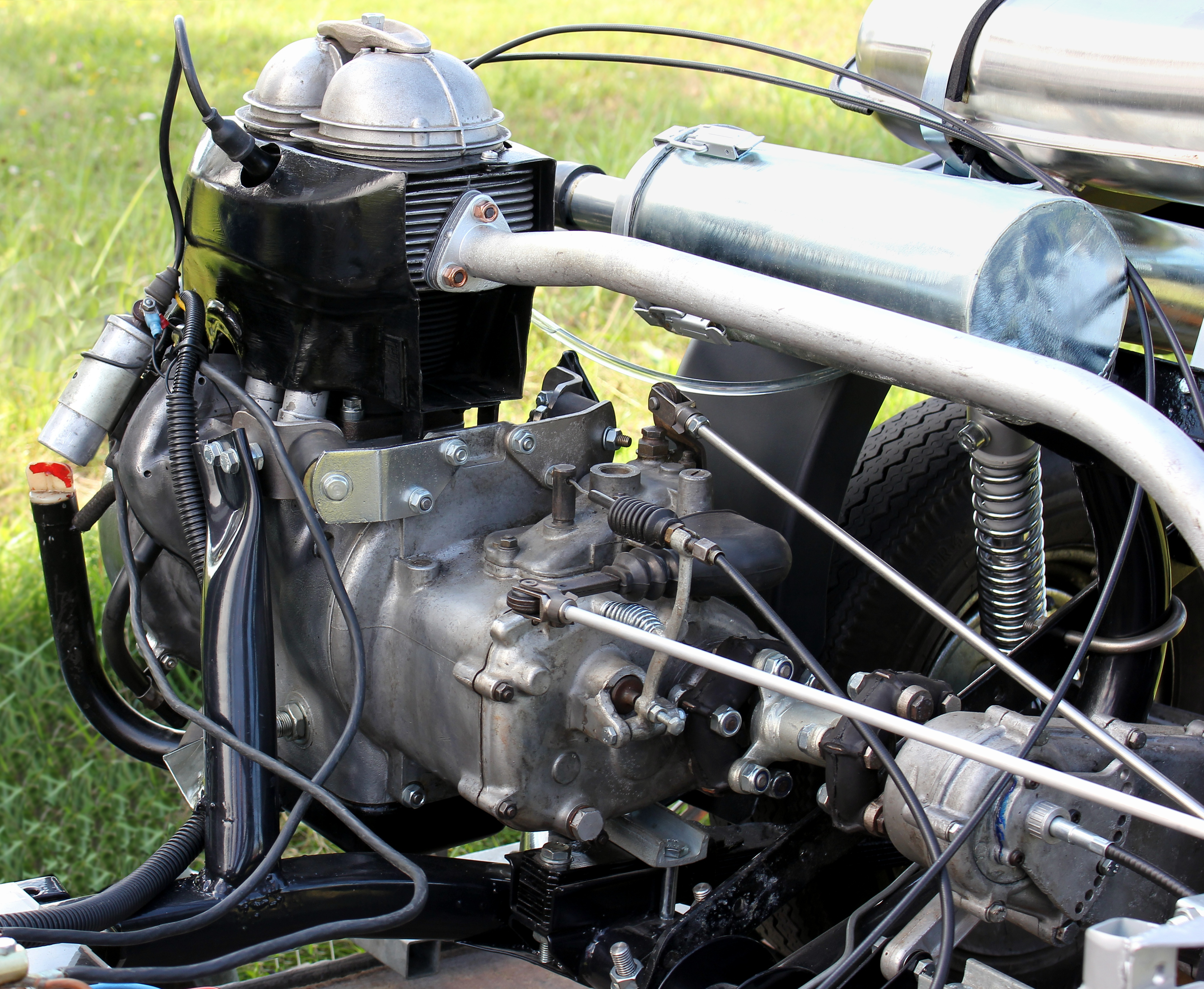
Moteur et transmission de l'Isetta (Le ressort hélicoïdal visible sur la photo n'est pas un composant standard).

Pendant la Seconde Guerre mondiale, BMW a principalement construit des motos et des moteurs d'avion dans les deux usines munichoises de Milbertshofen-Am Hart et Allach-Untermenzing. Après la fin de la guerre en 1945, BMW n'a pas pu reprendre la production automobile car l'usine automobile BMW d'Eisenach, située dans la zone d'occupation soviétique, a été expropriée et est devenue une partie de la société par actions soviétique Awtowelo.
Chez BMW, la production de véhicules a commencé en 1948 avec des motos. La première voiture nouvellement développée par BMW après la guerre et fabriquée à partir de 1952, la BMW 501 à moteur six cylindres connue sous le nom de "Barockengel", fut un échec économique car la voiture était trop chère. Compte tenu du petit nombre de voitures produites, le prix de vente de 15 000 Deutsche Mark (1952) ne couvrait pas les coûts de production. Compte tenu de l'inflation, le prix de vente en 2022 serait d'environ 39 630 euros.
Pour de nombreux clients, les deux-roues motorisés étaient, au mieux, le premier choix, mais les voitures à part entière, comme la Volkswagen, étaient souvent impensables - également parce que de nombreuses personnes n'avaient pas de permis de conduire de catégorie III. Cependant, l'ancien permis de conduire de catégorie IV s'appliquait également aux véhicules à moteur d'une cylindrée allant jusqu'à 250 cm3. Certains fabricants ont utilisé cette réglementation pour produire des tricycles ou quadricycles motorisés (par exemple la Goggomobil ou la Messerschmitt Kabinenroller). À cette époque, cependant, BMW ne proposait que des motos et des véhicules de luxe comme la BMW 502 ou la 503 avec des moteurs V8.

## Importance de l’Isetta pour BMW
En Italie, Renzo Rivolta, propriétaire du fabricant de systèmes de réfrigération et de motos Iso Motors, fait construire par les ingénieurs aéronautiques Ermenegildo Preti et Pierluigi Raggi un tricycle aux formes inhabituelles : l'Iso Isetta, présenté en 1954. Comme pour un planeur militaire, il y avait sur ce véhicule une grande porte avant qui s’ouvrait; Pendant la Seconde Guerre mondiale, Preti avait prévu un avion de ce type (l’Aeronautica Lombarda AL.12). Le volant pivotait vers l'avant et latéralement avec la porte d'entrée, offrant une bonne entrée dans l'espace intérieur, qui était assez grand pour deux personnes.
BMW entre progressivement en crise au début des années 1950. Il n'y avait plus de temps pour planifier et construire une micro-voiture, il n'y avait qu'une seule autre option : construire sous licence. Lors du salon de l'automobile de Turin, la délégation de BMW a pris connaissance de l'Isetta et y a vu une opportunité. Après la signature du contrat de licence avec Iso, une Isetta a été introduite dans l'usine et la construction a été améliorée. L'Isetta a reçu un moteur monocylindre de la gamme des motos BMW, converti pour accueillir un refroidissement par ventilateur et un alternateur de démarrage. Comme l'original, la BMW Isetta a deux roues arrière, pour l'Autriche il y avait une version à trois roues car elle était considérée comme une moto. Les changements de conception se sont avérés être un succès.
Bien que l'Isetta n'ait pas pu faire éviter la crise financière chez BMW, elle a fait gagner du temps. Elle a été présentée au public le 5 mars 1955 au prix de 2 580 Deutsche Mark. La presse spécialisée a été impressionnée. 161 728 Motocoupé ont été vendus entre 1955 et 1962. Seule la Goggomobil a dépassé ce nombre. Le succès de l'Isetta a donné à BMW des fonds indispensables et du temps pour développer de nouveaux modèles. C'est ainsi que la BMW 600, la BMW 700 à succès et la Neue Klasse, qui sont depuis longtemps à la base du succès de BMW, sont nées. L'Isetta est considérée comme l'un des symboles de la reconstruction rapide de l'Allemagne après 1945, le soi-disant Wirtschaftswunder.

## Histoire
D'avril 1955 à mars 1956, la première version de l'Isetta est construite. Les modèles 250 et 300 (introduits en décembre 1955) avaient une grande lunette arrière panoramique et enveloppante en plexiglas, des vitres latérales fixes et des quarts de fenêtre ouvrantes. La visibilité panoramique était très bonne. En octobre 1956, la deuxième version, 250 et 300 "Export", est arrivée sur le marché. Elles se distinguaient notamment du modèle précédent par des vitres coulissantes sur les côtés et une lunette arrière plus petite en verre de sécurité. Les fenêtres d'aération ont été omises et les deux modèles ont également reçu des amortisseurs télescopiques sur l'essieu avant. Le modèle 300 standard avait encore des amortisseurs à friction.
BMW avait obtenu d’Iso le droit d'exporter vers la Scandinavie, l'Autriche et la Suisse, tandis que l'Espagne était approvisionnée par Iso Espagne, les pays du Benelux et la France par le licencié français Vélam. Les Isetta espagnoles étaient identiques aux italiennes, Vélam a construit son Isetta avec une carrosserie autoportante auto-développée. En Belgique, les BMW Isetta ont été assemblées chez Moorkens (aujourd'hui Alcopa) à partir de 1959. À Brighton, la BMW Isetta était immatriculée sous le nom d'Isetta Grande-Bretagne, des versions à conduite à droite et à trois roues y étaient également régulièrement proposées. De plus, Brighton approvisionnait le marché scandinave ainsi que l'Australie et la Nouvelle-Zélande. Au Brésil, la Romi-Isetta a été construite par Indústrias Romi à partir de 1956, d'abord sous licence d'Iso Italie, puis sous licence BMW à partir de 1959.
L'Isetta a également été un succès sur les marchés d'exportation. Par exemple, il y avait un modèle américain avec des phares à faisceau scellé plus grands et des feux arrière plus grands, et un modèle tropical avec une prise d'air réglable sur la porte avant. L'Isetta était également proposée dans une version cabriolet, dans laquelle un toit rabattable pouvait être rabattu à la place de la lunette en plexiglas de la version standard; la version cabriolet de l'Isetta d'exportation avait alors une construction de toit en tôle qui a été raccourcie et modifiée dans la partie arrière pour que la capote arrière reste de la même taille. Le modèle pick-up dérivé de l’Isetta cabriolet, dans lequel une structure de charge était utilisée à la place du toit arrière, a trouvé peu d'acheteurs.
En 1957, la BMW 600 quatre places inspirée de l’Isetta mais avec un empattement plus long de 200 mm et un moteur arrière a été lancée, en plus de la porte avant elle avait une porte latérale à droite et une banquette arrière. La roue de secours est également logée dans la porte avant. La BMW 600 est équipée d'un moteur Boxer deux cylindres installé longitudinalement avec 585 cm3 et 19,5 ch (14,3 kW). Les roues avant et arrière sont suspendues sur des bras oscillants longitudinaux. Le moteur de la BMW 600 était également un moteur de moto redessiné, cette fois du modèle BMW R 50 mais avec un alésage agrandi.
Pendant toute la période de construction, l'Isetta s'est principalement concentrée sur l'élimination des points faibles et l'amélioration de la production. Les éléments essentiels sont toujours restés les mêmes.
La production de la BMW Isetta a été arrêtée en mai 1962. Jusqu'au début des années 1970, elle était encore assez courante dans la rue.

## Technologie

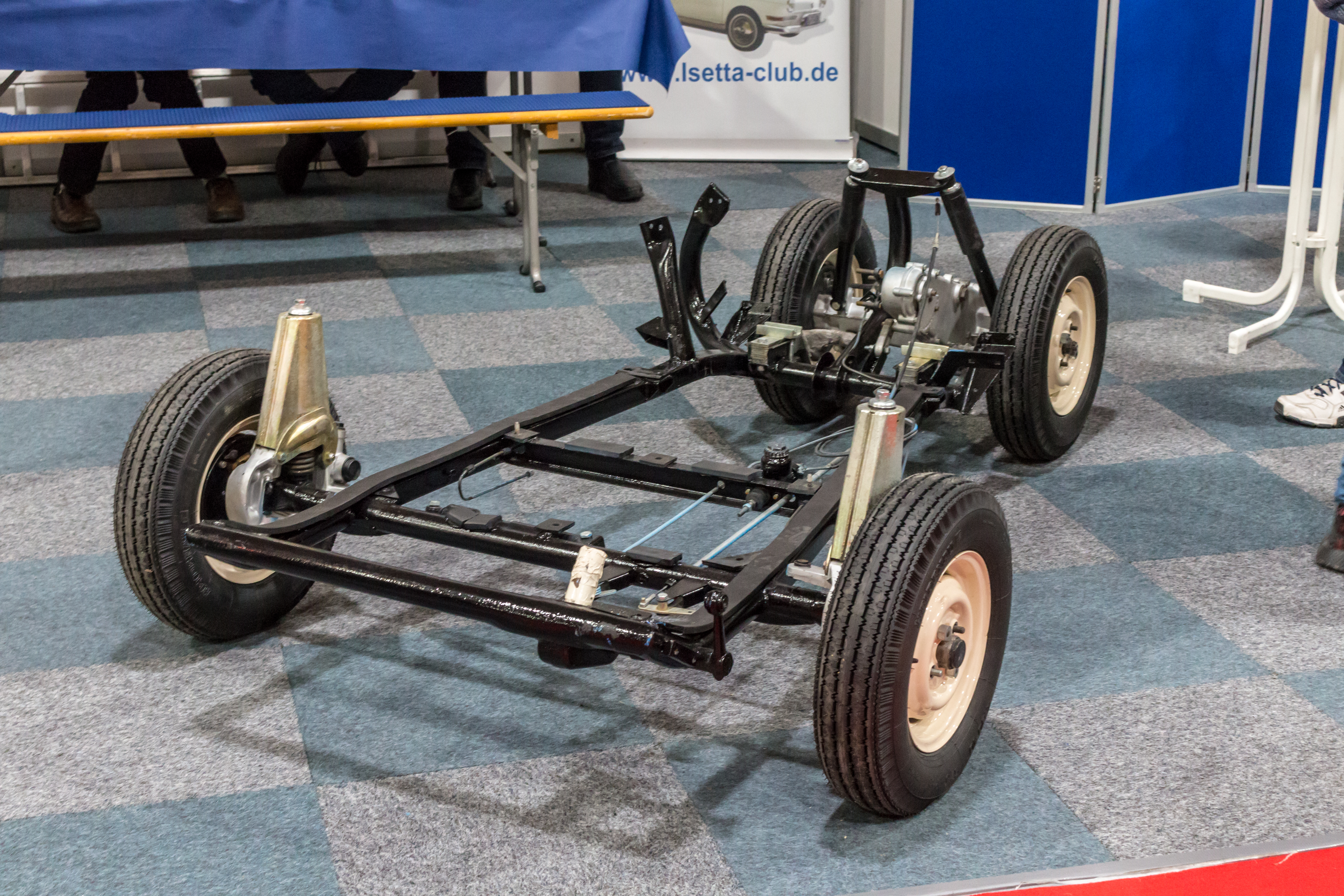
Châssis de l'Isetta.

Le moteur monocylindre à quatre temps refroidi par air avait initialement une cylindrée de 245 cm3 et délivrait 12 ch (8,8 kW), à partir de février 1956, il y avait aussi une version de 295 cm3 et 13 ch (9,6 kW). Il est installé sur le côté droit de la voiture, derrière la banquette. Un embrayage monodisque à sec et la boîte de vitesses sont situés à gauche du moteur. L'Isetta a une marche arrière, ce qui n'était pas courant dans les microcars, et quatre vitesses avant non synchronisées qui nécessitent des embrayages intermédiaires et un double embrayage pour rétrograder, des petites pauses lors des changements de vitesse et des embrayages intermédiaires sont également bénéfiques lors des passages à la vitesse supérieure. Le levier de vitesses se trouve à gauche du conducteur, d'où les commandes de changement de vitesse sont envoyées à la transmission via une tringlerie et un câble. Le schéma de changement de vitesse avec la première vitesse en bas à droite et la quatrième vitesse en haut à gauche demande un certain temps pour s'y habituer.
Les roues arrière sont entraînées par un arbre à cardan transversal avec des joints en caoutchouc et une chaîne duplex fonctionnant dans un bain d'huile. En raison de la faible largeur de voie de l'essieu arrière, seulement 52 cm, aucun différentiel n'est nécessaire.
L'Isetta a un cadre en acier tubulaire sur lequel est placée une carrosserie tout en acier avec deux places et une porte d’entrée en guise de face avant. Les vitres latérales et la fenêtre panoramique à l'arrière des modèles de 1955 et 1956 étaient en plexiglas. Pour la ventilation, à part le toit ouvrant, il n'y avait initialement qu'une fenêtre à ouverture triangulaire à gauche et à droite. En plus des vitres coulissantes latérales, le modèle "Export" de 1957 possède deux volets d'aération dans la porte qui, selon la brochure commerciale, garantissent une "ventilation sans courant d'air" et "confèrent au visage une autre caractéristique intéressante". La première version a été initialement construite en tant que modèle "Standard". La carrosserie et le châssis peuvent être séparés sur l'Isetta et la BMW 600.
La BMW Isetta de 1955 se reconnaît à de longs boîtiers de phares et à une lentille de feu stop triangulaire; à partir de 1956, les boîtiers de phares étaient en forme d'œuf. Un système de 12 volts était inhabituel pour cette catégorie de véhicules. L'alternateur à tension régulé de Bosch d’une puissance de 130 watts est également le démarreur (démarreur léger Dynastart). La roue du ventilateur pour le refroidissement du moteur repose sur le volant moteur.
Les roues avant sont suspendues individuellement selon le système inventé par André Dubonnet : des bras oscillants courts poussés qui pivotent ensemble dans la même direction. L'Isetta est équipée d'une direction à broche dont l'écrou de direction agit sur le bras de direction de la suspension de la roue avant gauche via un guignol et une biellette de direction.
Au début, les bras oscillants de la version standard avaient des amortisseurs à friction et agissaient sur des ressorts hélicoïdaux couchés via une genouillère et des tirants ; Dans le modèle d'exportation apparu en 1957, les ressorts ainsi que les amortisseurs télescopiques sont positionnés verticalement à côté du pivot d'attelage dans un boîtier en tôle boulonné au palier du bras oscillant. L'amortisseur est relié au boîtier via un roulement en caoutchouc en haut et repose en bas sur une goupille sur le bras oscillant. La plaque d'ancrage du frein pivote sur le bras oscillant et est reliée au support du bras oscillant via un lien sous le bras oscillant pour réduire la flèche arrière lors du freinage. BMW a conservé ce design avec les ressorts debout pour les BMW 600 et 700 successeurs.
À l'arrière, l'Isetta à quatre roues dispose d'un essieu rigide sur deux ressorts quart-elliptiques avec deux amortisseurs télescopiques. En tant qu'axe de timon, il est soutenu par son carter de chaîne et un maillon court sur le châssis.
Les Isetta à trois roues ont un bras oscillant en forme de U en tube d'acier à l'arrière, qui est relié au châssis par une articulation formée de deux roulements en caoutchouc et s'appuie sur les ressorts quart-elliptiques. La boîte à chaîne est attachée à la jambe gauche du U. La roue est en porte-à-faux (uniquement d'un côté) sur le carter de chaîne.
Le frein à pied agit hydrauliquement sur toutes les roues, avec un seul tambour de frein installé pour les roues arrière. Le diamètre des tambours de frein est de 180 mm, la surface de freinage totale est de 324 cm2.

### Intérieur
La roue de secours est logée entre la banquette et le moteur. Le frein à main (à partir de 1956) et le levier de commande du starter, et plus tard également du chauffage, se trouvent sur la paroi gauche, tout comme le levier de vitesses. Un petit tableau de bord est fixé sur la porte avant et s’articule vers la gauche, la colonne de direction pivotante est également fixée sur la porte. Un appareil de chauffage n'était pas proposé en standard au cours des deux premières années de construction. Les panneaux intérieurs sont en carton imprimé, les quelques découpes sont agrémentées de passepoils.
Comme l'Iso-Isetta, la première version du modèle BMW avait également une capote pliante de série. Sur la deuxième version et sur la BMW 600, la capote, fabriquée par Golde, ne faisait plus partie de l'équipement standard, mais pouvait être commandée en option.

### Consommation de carburant
Le réservoir de l'Isetta est installé à l'arrière au-dessus de l'essieu arrière; il peut contenir 13 litres d'essence dont 3 litres de réserve et dispose d'un robinet d'essence. Théoriquement, cela suffit pour un voyage allant jusqu'à quatre cents kilomètres. Avec un mauvais style de conduite ou des segments de piston usés, la consommation augmente bien au-delà de 5 litres aux 100 km.
Avec une consommation de carburant "d'environ 3,45 litres/100 km à 57 km/h" (spécification d'usine), la BMW Isetta de 1955 peut être considérée comme la première voiture de 3 litres produite en série au monde,. Leur petit moteur monocylindre et leur faible poids les rendaient très économiques. Dans le même temps, avec 161 728 unités, c'est probablement la voiture monocylindre la plus vendue au monde.

### BMW Isetta à trois roues
Sur la base de la "BMW Isetta 300 Export", une variante à trois roues de la BMW Isetta a été fabriquée en 1959-1960 en plus de 1 500 pièces pour l'exportation; ainsi, dans les pays concernés, une fiscalité favorable due au classement en tant que moto a été exploitée. La roue arrière était guidée sur un bras oscillant et entraînée par une chaîne entièrement encapsulée sur le côté gauche du véhicule.

## L’Isetta aujourd’hui

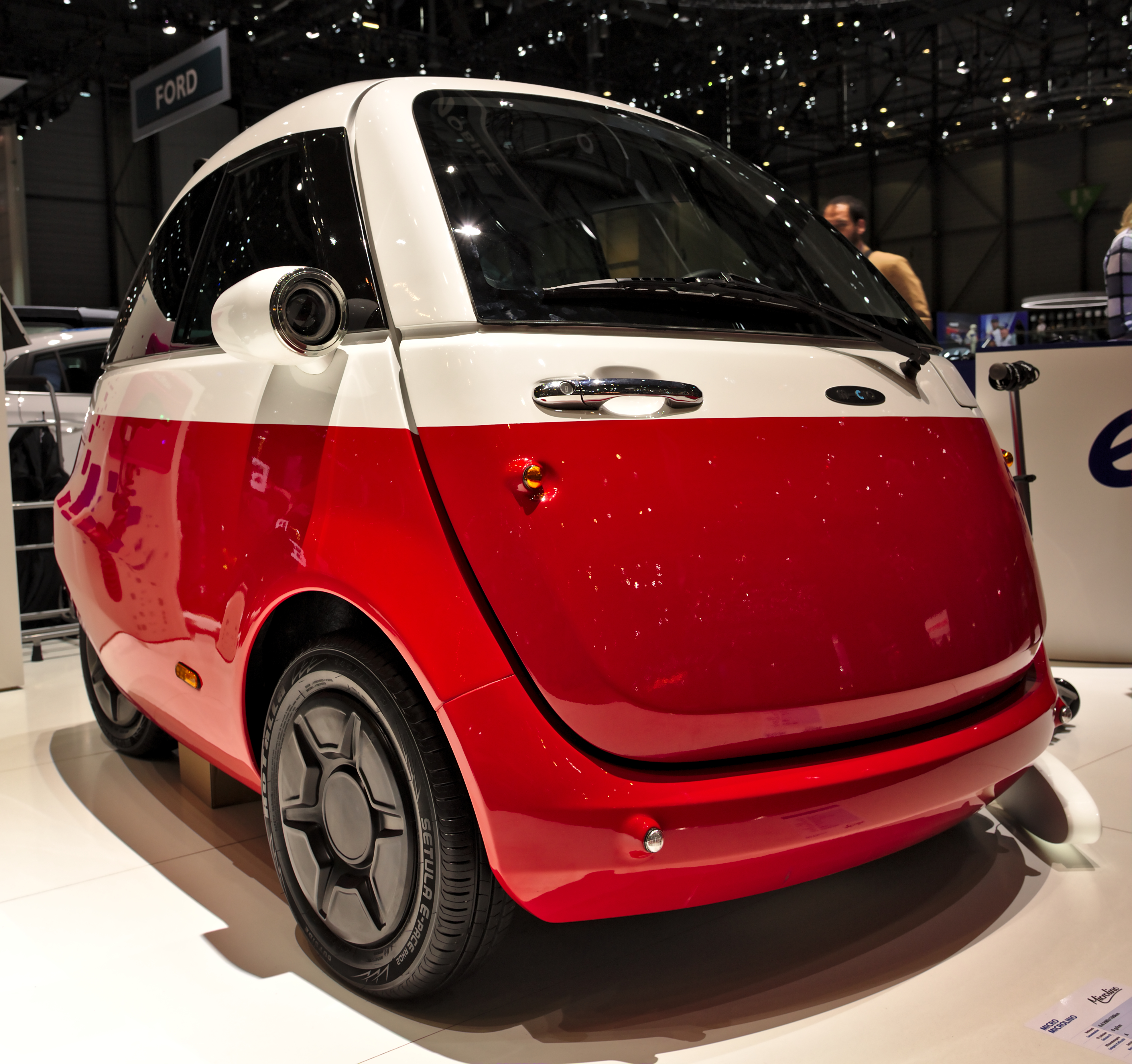
Microlino au salon international de l'automobile de Genève 2018.

La société anglaise Tri-Tech, à l'origine fournisseur de pièces détachées, a vendu une réplique de l'Isetta sous le nom de "Tri-Tech Zetta 300".
Une autre réplique de l'Isetta 250 a été fabriquée par Duesen Bayern au Japon. Cette version était basée sur la plate-forme de la Nissan Hypermini. Les pièces de véhicules utilisées pour la réplique provenaient de BMW, Nissan et Toyota.
Microlino a annoncé le lancement d'un véhicule électrique de style Isetta en 2018. Le tricycle à moteur a été présenté au salon de l'automobile de Genève 2016,.
Les authentiques BMW Isetta peuvent être vues lors d'événements automobiles classiques tels que la réunion annuelle du club Isetta et dans les musées, par exemple au musée BMW de Munich, à Bonn dans la maison de l'Histoire de la République fédérale d'Allemagne, au musée des transports de Karlsruhe ou en version policière au 1er musée vintage de la police allemande à Marburg.

## Divers
Culture Populaire
Ce véhicule peut être vu dans la serie des annees 90 intitulée " la vie de famille " ("Family matters" en anglais) ,elle appartient à l'un des heros de la serie : Steve Urkel.
D'abord critiquée de "boîte de sardines" par les autres personnages de la série, la voiture a acquéri au fil des saisons et auprès des fans de la série le statut de voiture culte.

### Surnoms
Dans la langue vernaculaire, l'Isetta était également appelée « boule de bisou » ou « détecteur de nids-de-poule »,  en raison de la largeur de voie nettement plus étroite à l'arrière. D'autres surnoms, en raison de la conception inhabituelle de la porte, étaient « voiture Alléluia » et « voiture de l’Avent » — faisant allusion au chant de l'Avent qui alimente la porte. Parfois, les expressions « bulle d'asphalte » et « barre de tétine » ont également été trouvées, bien qu'elles aient été utilisées pour de nombreuses petites voitures.

### Imposition
En 1955, Der Spiegel a rendu compte de la taxation injuste de l'Isetta par les autorités fiscales allemandes. Certains bureaux des impôts demandaient à juste titre le taux de la taxe sur les véhicules à moteur pour une voiture à 44 Deutsche Mark par an, mais ne voulaient créditer que 22 pfennigs par kilomètre pour l'indemnité de distance, comme pour une moto. Pour les voitures particulières, cela devait normalement être de 50 pfennigs par kilomètre.

### Voyage longue distance
Le journaliste automobile Fritz B. Busch (1922-2010) a décrit un voyage en Italie vers l'an 2000 avec sa femme et sa fille de neuf ans dans une BMW Isetta, construite en 1959, avec le moteur 300. Les trois côte à côte sur la banquette d’exactement 115 cm. L'équipement de camping était attaché au porte-bagages arrière, les petits bagages se trouvaient dans le plancher. La première étape de Hambourg à Munich (800 km), qui n'a été affectée par aucun embouteillage, a duré environ 16 heures, d'où elle s'est poursuivie par le col du Brenner jusqu'à Venise. L'Isetta surchargée a survécu au voyage jusqu’à Venise, aux excursions en Italie et aussi au retour à Hambourg sans panne, seul l'échappement vibrait un peu, a rapporté Busch, et il a finalement fait remarquer que les trajets longue distance avec 13 ch étaient beaucoup plus amusants qu'aujourd'hui; il faut les répéter de temps en temps.